# Gordana Bogojević
Gordana Bogojević, coniugata Kovačević (in serbo Гордана Богојевић-Ковачевић?; Zagabria, 20 maggio 1974 – Belgrado, 5 dicembre 2009), è stata una cestista jugoslava.

## Carriera
Nel 2000-01 ha giocato nella Comense arrivando alla finale (persa con Parma) e vincendo la Supercoppa.
Quindi ha disputato due campionati con l'MBK Ružomberok e con questa squadra arrivò alle Final Four.
È tornata in Italia per giocare il girone d'andata con Schio.
A trentadue anni ha lasciato l'attività agonistica e, insieme al marito, ha fondato una scuola di basket in Montenegro.
Ha giocato 105 partite con la nazionale serba.
È morta nel dicembre 2009 per un attacco cardiaco.